# وادي نساح
وادي نساح؛ يبعد مسافة 40 كم تقريباً عن جنوب العاصمة السعودية، الرياض. ويخترق نساح جبل طويق بشكل كامل من الغرب إلى الشرق ما بين الرياض والحريق، ويلتقي مع وادي حنيفة ووادي الأوسط لتصبّ جميعاً في وادي السهباء في إقليم الخرج. 
ويرد الوادي بالاسم نفسه في كتاب «صفة جزيرة العرب» للهمداني (القرن الرابع الهجري)، كما يذكره ياقوت الحموي في معجم البلدان، حيث يروي أنه كان لقوم يقال لهم آل رزان من بني عامر ويروي أيضاً أن أهله كانوا من بني النمر بن قاسط، قبيلة منقرضة من قبائل ربيعة العدنانية،
وفي وقتنا الحاضر تسكنه قبيلتي العجمان وقحطان. 